# Alda Merini
Alda Giuseppina Angela Merini (ur. 21 marca 1931 w Mediolanie, zm. 1 listopada 2009 tamże) – włoska poetka, aforystka i pisarka, jedna z najważniejszych przedstawicielek współczesnej poezji włoskiej, uhonorowana Orderem Zasługi Republiki Włoskiej.

## Życiorys

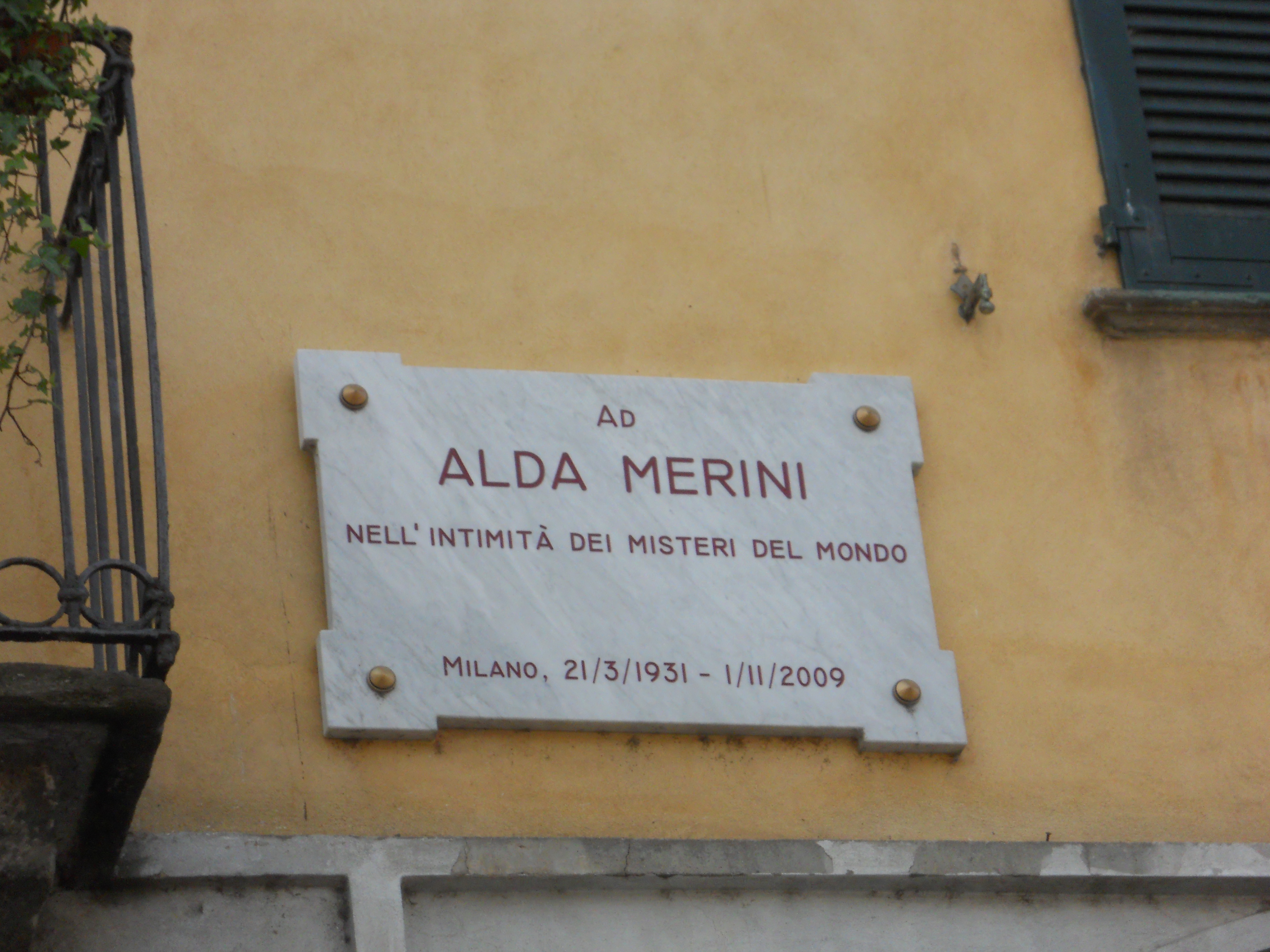
Tablica na domu, w którym mieszkała Alda Merini

Alda urodziła się w 1933 r. w Mediolanie jak córka urzędnika Nemo Merini i gospodyni domowej Emilii Painelli. Dziadek jej ojca Giovanni pochodził z Brunate i był najstarszym synem hrabiego Como. Został wydziedziczony za małżeństwo z chłopką Maddaleną Baserga. Alda miała dwójkę rodzeństwa, siostrę Anne i brata Ezio. W 1947 r. Merini trafiła na miesiąca do kliniki Villa Turro w Mediolanie, gdzie zdiagnozowano u niej zaburzenie afektywne dwubiegunowe. Uczyła się w szkole zawodowej Scuola Professionale Femminile L. Mantegazza. Starała się o przyjęcie do liceum, ale nie zdała egzaminu z języka włoskiego. Jedna z jej nauczycielek dostrzegła talent 16-letniej wówczas dziewczyny i pokazała jej wiersze krytykowi literackiemu Giacinto Spagnoletti, który stał się jego przewodnikiem.
9 sierpnia 1953 r. poślubiła Ettore Carnitiego, właściciela sieci piekarni w Mediolanie, z którym miała czworo dzieci. W latach 1964–1978 przebywała w kilku szpitalach psychiatrycznych. W ciągu całego życia spędziła w nich prawie 20 lat. Została poddana 37 razy elektrowstrząsom. W międzyczasie, na przepustkach, zdążyła urodzić cztery córki, które zostały oddane do rodzin zastępczych. Ostatecznie ze szpitala-więzienia uwolniła ją ustawa z 1978 r., zakazująca przetrzymywania pacjentów w takich ośrodkach wbrew ich woli. W 1981 r. zmarł jej mąż. Dwa lata później poślubiła wieloletniego przyjaciela, poetę i lekarza z Taranto, Michela Pierri. W 1986 r. wróciła do Mediolanu. Zmarła 1 listopada 2009 r. w szpitalu San Paolo w Mediolanie. Została pochowana na cmentarzu monumentalnym w Mediolanie (Cimitero monumentale di Milano)..
Alda została uhonorowana nadaniem jej imieniem i nazwiskiem nazwy ulicy na mediolańskim przedmieściu Rozzano.

## Twórczość
Alda Merini była jednym z najbardziej płodnych twórców współczesnej poezji i zmysłem aforystycznym. U schyłku życia stała się najczęściej czytaną z włoskich poetów, docenianą i znajdującą się w centrum życia kulturalnego. Za swoją twórczość otrzymała wiele prestiżowy nagród krajowych i międzynarodowych. Erotyzm i wiara przeżywana w kategoriach paradoksu, doświadczenie samotności i choroby, lęk, to, obok wątku autotematycznego, główne zagadnienia jej twórczości. Odkryta została dość późno przez szeroką publiczność po latach milczenia. Była wysoko ceniona przez krytyków i autorów takich jak Salvatore Quasimodo, Pier Paolo Pasolini, Giovanni Raboni, Giorgio Manganelli czy Maria Corti. Jest zaliczana do najważniejszych i najbardziej wymownych głosów w XX w. Była zgłaszana do Nobla, porównywana z Wisławą Szymborską.

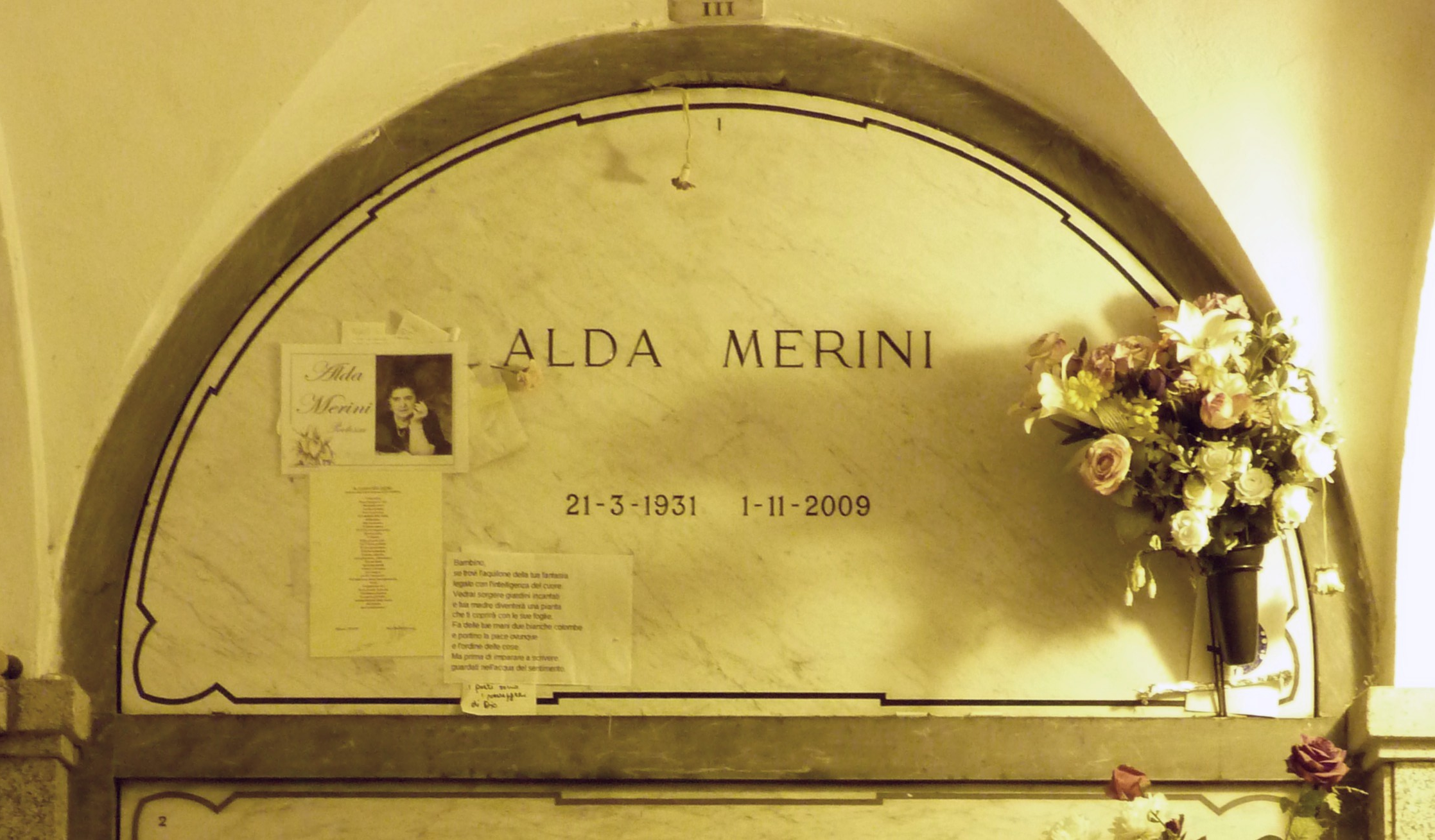
Miejsce pochówku Aldy Merini na Cimitero monumentale di Milano

Zadebiutowała w 1951 r., w wieku 16 lat, w antologii Poetki XX wieku, której redaktorem był Vanni Scheiwiller. Wiersze Aldy zostały uwzględnione za namową Eugenia Montalego, późniejszego laureata Nagrody Nobla (z 1975 roku). W 1953 r. wydała swój pierwszy tom wierszy La presenza di Orfeo (Obecność Orfeusza), który zostaje przetłumaczony na angielski i wydany w USA. W 1955 r. opublikowała swój drugi zbiór wierszy, Paura di Dio, który zawierał wiersze napisane między 1947 a 1953 rokiem oraz trzeci Nozze romane. W 1958 w antologii liryki włoskiej uwzględnia ją Salvatore Quasimodo, noblista z 1959 r. Najbardziej płodnym okresem był okres od lat 80. XX w., po przerwie spowodowanej pobytem w zakładzie psychiatryczny. W 1986 r. wydała swoją pierwszą pracę prozą L’altra verità. Diario di una diversa. Zawarła w niej informacje o pobycie w szpitalu Villa Fiorita w Affori na przedmieściu Mediolanu.
W 2019 r. ukazało się pierwsze wydania zbioru poezji Aldy Merini w języku polskim, w przekładzie Jarosława Mikołajewskiego Ziemia Święta | La Terra Santa.

## Wybrana twórczość

### Poezja
- La presenza di Orfeo, 1953
- Paura di Dio, 1955
- Nozze romane, 1955
- Tu sei Pietro, 1962
- La presenza di Orfeo (Scheiwiller 1993, die Ausgabe enthält alle vier zuvor genannten Werke)
- La Terra Santa, 1984
- Testamento, 1988
- Vuoto d’amore, 1991
- Ballate non pagate, 1995
- Fiore di poesia, 1998
- Superba è la notte, 2000
- L’anima innamorata, 2000
- Corpo d’amore, Un incontro con Gesù, 2001
- Magnificat. Un incontro con Maria, 2002
- Poema di Pasqua, 2003
- La carne degli Angeli, 2003
- Più bella della poesia è stata la mia vita, 2003
- Clinica dell’abbandono, 2004

### Proza
- L’altra verità. Diario di una diversa, 1986
- Delirio amoroso, 1989
- Il tormento delle figure, 1990
- Le parole di Alda Merini, 1991
- La pazza della porta accanto, 1995
- La vita facile, 1996
- Lettere a un racconto. Prose lunghe e brevi, 1998
- Il ladro Giuseppe. Racconti degli anni Sessanta, 1999

## Galeria

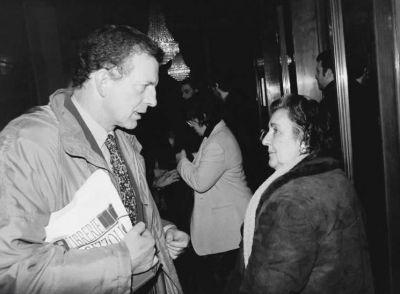
Alda Merini z włoskim pisarzem Aldo Busi
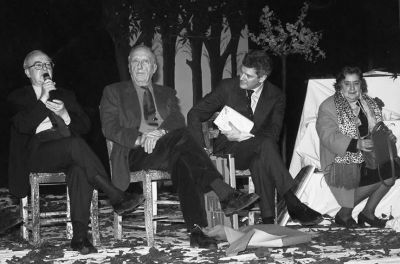
Alda Merini z Vanni Scheiwiller, Enrico Baj i Alain Elkann
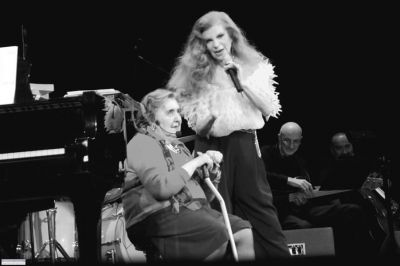
Alda Merini z piosenkarką Milvą
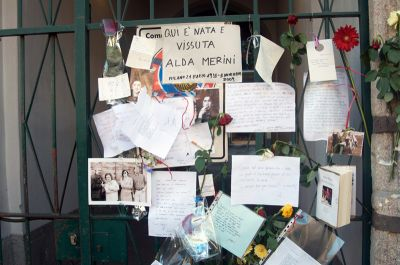
Kondolencje zawieszone przy bramie domu Aldy Merini po jej śmierci